# Заовражье (Кувшиновский район)
Заовра́жье — село в Кувшиновском районе Тверской области, входит в состав Прямухинского сельского поселения, до 2015 года административный центр Заовражского сельского поселения.
Находится в 15 километрах к югу от районного центра Кувшиново на реке Волошня.

## История
В конце XIX-начале XX века село было центром прихода Прямухинской волости Новоторжского уезда Тверской губернии.
В феврале 1918 года создан Совет крестьянских депутатов. С 1930 года Заовражье — центральная усадьба колхоза «Заря коммунизма». В 1940 году село центр Заовражского сельсовета Каменского района Калининской области.
В 1997 году — 104 хозяйства, 283 жителя.
До 2019 года в селе действовала Заовражская Основная Общеобразовательная школа.

## Население
| 1859 | 1884 | 1989 | 2002 | 2008 | 2010 |
| ---- | ---- | ---- | ---- | ---- | ---- |
| 260  | ↘216 | ↗269 | ↘246 | ↘216 | ↘191 |

## Достопримечательности
В селе расположена действующая Церковь Рождества Христова (1820).